# Phare d'Ustka
Le phare d'Ustka (en polonais : Latarnia Morska Ustka) est un phare situé dans la ville d'Ustka (Voïvodie de Poméranie - Pologne). Le phare se trouve entre le phare de Jarosławiec et le phare de Czołpino.
Ce phare est sous l'autorité du Bureau maritime régional (en polonais : Urząd Morski (pl)) de Słupsk.
Le phare d'Ustka est classé au titre des monuments historiques de Pologne.

## Histoire
La ville d'Ustka est une station thermale célèbre de la côte polonaise. Le port d'Ustka est très important pour la ville proche de Słupsk, pour le transport des marchandises et les voyages en mer Baltique.
Le phare se trouve devant le brise-lames de l'est du port d'Ustka. En 1871, un mât avait été construit à proximité du bureau du port. C'était un système optique avec une lentille de Fresnel alimentée par une lampe à huile. Il émettait une lumière rouge et était visible à une distance de 6 milles nautiques (environ 11 km).
En 1982, une tour octogonale, avec galerie et lanterne, a été construite, adossée au côté ouest d'une grande maison de gardiens de deux étages. L'édifice est en brique rouge, la galerie et la lanterne sont peintes en blanc. Ce n'est qu'en 1904 que le caractère de la lumière a été changé en feu à occultations avec une lumière blanche visible jusqu'à environ 33 kilomètres. La lentille de Fresnel est alimenté par une ampoule électrique de 1.000 W.
Actuellement, le phare est toujours gardienné. Il est ouvert au public et la galerie de la lanterne est accessible par un escalier.
Identifiant : ARLHS : POL020 - Amirauté : C2930 - NGA : 6584 .

## Caractéristique dufeu maritime
- Fréquence sur 6 secondes :
  - Lumière : 4 secondes
  - Obscurité : 2 secondes

|          |
| Le phare |

|             |
| La lanterne |

### Lien connexe
- Liste des phares de Pologne